# Сан Ђорђо дела Рикинвелда
Сан Ђорђо дела Рикинвелда (итал. San Giorgio della Richinvelda) је насеље у Италији у округу Порденоне, региону Фурланија-Јулијска крајина.
Према процени из 2011. у насељу је живело 742 становника. Насеље се налази на надморској висини од 85 м.

## Становништво
Према резултатима пописа становништва 2011. у општини је живело 4.530 становника.
| 1931. | 1936. | 1951. | 1961. | 1971. | 1981. | 1991. | 2001. | 2011. |
| ----- | ----- | ----- | ----- | ----- | ----- | ----- | ----- | ----- |
| 5.192 | 4.871 | 5.238 | 4.631 | 4.276 | 4.486 | 4.474 | 4.316 | 4.530 |